# Walter Davis (koszykarz)
Walter Paul Davis (ur. 9 września 1954 w Pineville w Karolinie Północnej, zm. 2 listopada 2023 w Charlotte) – amerykański koszykarz, mistrz olimpijski z Montrealu.
Był czołowym koszykarzem drużyny Uniwersytetu Karoliny Północnej w Chapel Hill North Carolina Tar Heels. Został wybrany do reprezentacji USA na igrzyska olimpijskie w 1976 w Montrealu, gdzie wraz z kolegami zdobył złoty medal. 
Został zawodowym koszykarzem w 1977. W drafcie w 1977 został wybrany jako piąty przez Phoenix Suns. W pierwszym sezonie wystąpił w 81 meczach, zdobywając przeciętnie 24,2 pkt. na mecz. Otrzymał w 1978 nagrodę dla najlepszego debiutanta w NBA (NBA Rookie of the Year Award). W pierwszych dziesięciu sezonach Davis sześciokrotnie osiągnął przeciętną 20 punktów na mecz i sześciokrotnie wystąpił w meczu gwiazd NBA.
W ciągu swej kariery Davis miał przeciętną 18,9 punktu, 3,8 asysty i 3 zbiórek na mecz. Jest najlepszym strzelcem Phoenix Suns w historii – zdobył w sumie 15 666 punktów. Nosił przydomek "The Greyhound" ze względu na szczupłą sylwetkę i szybkość.
Zakończył karierę w Phoenix Suns w 1988 w związku ze skandalem związanym z używaniem narkotyków. Później występował w Denver Nuggets (1989-1991 i 1992) oraz w Portland Trail Blazers (1991).

## Osiągnięcia
NCAA
- Wicemistrz NCAA (1977)[4]
- Uczestnik rozgrywek:
  - Sweet Sixteen turnieju NCAA (1975, 1977)
  - turnieju NCAA (1975–1977)
- Mistrz:
  - turnieju konferencji Atlantic Coast (ACC – 1975, 1977)
  - sezonu regularnego ACC (1976, 1977)
- Zaliczony do I składu:
  - turnieju NCAA (1977)[5]
  - ACC (1977)

NBA
- 6-krotny uczestnik meczu gwiazd NBA (1978–1981, 1984, 1987)[6]
- Debiutant Roku NBA (1978)[7]
- Wybrany do:
  - I składu debiutantów NBA (1978)[8]
  - II składu NBA (1978–1979)[9]
  - Phoenix Suns Ring of Honor
- Lider play-off w skuteczności rzutów wolnych (1989)[10]
- Zawodnik tygodnia NBA (25.11.1979)[11]
- Klub Phoenix Suns zastrzegł należący do niego w numer 6[12]

Reprezentacja
- Mistrz olimpijski (1976)[13]